# (27736) Ekaterinburg
(27736) Ekaterinburg ist ein Asteroid des Hauptgürtels. Er wurde am 22. September 1990 vom belgischen Astronomen Eric Walter Elst am La-Silla-Observatorium (IAU-Code 809) der Europäischen Südsternwarte in Chile entdeckt.
Der Asteroid trägt den Namen der 1723 gegründeten und nach der Kaiserin Katharina I. (1684–1727) benannten russischen Stadt Jekaterinburg.